# Ana (filha de Bóris I)
Ana (em búlgaro: Анна; romaniz.: Anna; século IX-X) foi uma princesa búlgara e filha do cã Bóris I (r. 852–889).

## Vida
Ana era a segunda filha do cã Bóris I (r. 852–889) e a mais jovem dos seis filhos de seu segundo casamento com Maria, que também deu-lhe o cã Vladimir (r. 889–893) e o czar Simeão I (r. 893–927), os príncipes Gabriel e Jacó e a princesa Eupráxia; Recebeu o nome de sua tia, irmã de Bóris. Casou-se com o tarcano Simeão, uma figura influente do Canato Búlgaro. Como sua irmã Eupráxia, tornou-se freira num mosteiro na capital Preslava mais tarde em sua vida.
Sua pedra tumular, descoberta em 1965 e escrita em búlgaro antigo e grego medieval, revela que ela morreu como uma freira em 9 de outubro de um ano incerto. No reverso há o retrato dela com vestes soltas, apontando os braços para os lados em direção a uma igreja cruciforme com domo de cada lado e segurando um cetro na mão direita. Com base no retrato, é muito provável que Ana foi ctetora de duas igrejas.